# Discografia de Guilherme Arantes
Este artigo apresenta a discografia do cantor paulista Guilherme Arantes.

## Álbuns

### Álbuns de estúdio
- 1976 - Guilherme Arantes - (SIGLA, Som Livre)
- 1977 - Ronda Noturna - (SIGLA, Som Livre)
- 1978 - A Cara e a Coragem - (WEA, WB Records)
- 1979 - Guilherme Arantes - (WEA, WB Records)
- 1980 - Coração Paulista - (WEA, WB Records)
- 1982 - Guilherme Arantes - (WEA, Elektra)
- 1983 - Ligação - (SIGLA, Som Livre)
- 1985 - Despertar - (CBS) (Primeiro disco de   Ouro, mais de 150 mil cópias vendidas)[1]
- 1986 - Calor - (CBS)
- 1987 - Guilherme Arantes - (CBS)
- 1989 - Romances Modernos - (CBS) (Disco de   Ouro, mais de 100 mil cópias vendidas)[2]
- 1990 - Pão - (CBS)
- 1992 - Crescente - (EMI Odeon)
- 1993 - Castelos - (Sony Music, Columbia)
- 1994 - Clássicos - (Polygram, Mercury)
- 1996 - Outras Cores - (Polygram, Polydor)
- 1997 - Maioridade (acústico) - (Polygram, Globo/Polydor)
- 1999 - Guilherme Arantes - (PlayArte Music)
- 2000 - Piano Solos - (Verde Vertente, Sony Music)
- 2003 - Aprendiz - (Som Livre)
- 2007 - Lótus - (Coaxo do Sapo, Som Livre)
- 2013 - Condição Humana - (Coaxo do Sapo)
- 2017 - Flores e Cores - (Coaxo do Sapo)
- 2021 - A Desordem dos Templários - (Coaxo do Sapo)

### Álbuns ao vivo
- 1990 - Meu Mundo e Tudo Mais (ao vivo) - (CBS)
- 2000 - Guilherme Arantes Ao Vivo (Salvador/BA) - (PlayArte Music)
- 2001 - Guilherme Arantes Ao Vivo - (Sony Music, EPIC)
- 2007 - Intimidade - (Som Livre)

### Compilações
- 1981 - LP O Melhor de Guilherme Arantes (Elektra)
- 1983 - LP Amanhã - (Elektra) - Ouro[3] [reeditado em 1988 pela WEA em LP e CD]
- 1987 - CD 16 Sucessos de Guilherme Arantes (CBS)
- 1987 - LP Coleção DuLoren Music (Sony)
- 1988 - LP Êxtase (WEA)
- 1988 - LP e CD Grandes Sucessos (Som Livre)
- 1990 - LP Guilherme Arantes por Guilherme Arantes (Columbia)
- 1990 - LP Projeto Fanzine (WEA)
- 1991 - LP e CD Coleção Sucessos (Som Livre)
- 1993 - CD Geração Pop (Warner)
- 1995 - CD Geração Pop 2 (Warner)
- 1996 - K7 Bom pra K7 (WEA)
- 1996 - CD Amanhã - Grandes Sucessos (Columbia)
- 1997 - CD MPB Compositores (RGE/Globo)
- 1997 - CD Pop Brasil (WEA)
- 1997 - CD Pop Brasil 2 (WEA)
- 1998 - CD Brilhantes (Sony Music) [relançado em 2000 como Guilherme Arantes e nova capa]
- 1998 - CD Música! (WEA)
- 1998 - CD Preferência Nacional (Copacabana/EMI)
- 1998 - CD Millennium (Mercury/Universal)
- 2000 - CD Vinteum - 21 Grandes Sucessos (Columbia)
- 2000 - CD O Melhor de 2 (Mercury/Universal)
- 2000 - CD Pérolas (Som Livre)
- 2000 - CD BIS [disco duplo] (EMI)
- 2001 - CD 25 Anos Warner (Warner)
- 2001 - CD Sem Limite (Mercury/Universal)
- 2002 - CD Gold (Mercury/Universal)
- 2002 - CD Identidade (EMI)
- 2002 - CD Grandes Sucessos (Columbia)
- 2004 - CD I Love MPB (Mercury/Universal)
- 2004 - CD O Talento de Guilherme Arantes (EMI)
- 2005 - CD Maxximum: Guilherme Arantes (Sony BMG)
- 2006 - CD Warner 30 Anos (Warner)
- 2008 - CD Nova Série (Warner)
- 2008 - CD A Popularidade de Guilherme Arantes (Mercury/Universal)
- 2008 - CD Super 3 [Disco triplo] (Warner)
- 2009 - CD 1 - 16 Hits (EMI)
- 2010 - CD Os Maiores Sucessos (Warner)
- 2011 - CD Seleção Essencial (Sony Music)
- 2012 - CD Lance Legal (EMI)
- 2015 - CD Mega Hits (Sony Music)
- 2016 - Digital 15 Grandes Clássicos (Som Livre)
- 2017 - Digital iCollection (Warner)

### Caixas
- 1996 - Dois é Demais [álbuns de 1978 e 1982] (Warner) [relançado em 2011 como Sucessos em Dose Dupla]
- 2000 - Dois Momentos [álbuns de 1980 e 1978] (Warner)
- 2016 - Guilherme Arantes [caixa com 21 discos entre 1976 e 2016, mais um disco de raridades] (Sony)
- 2016 - Êxtase [caixa com os 4 discos lançados entre 1978 e 1982] (Warner)

## Singles
| Ano  | Lado A Lado B                                                                                          | Álbum                            |
| ---- | --- | -------------------------------- |
| 1976 | "Meu Mundo e Nada Mais" [AIRPLAY]                                                                      | Guilherme Arantes (1976)         |
| 1976 | "Cuide-Se Bem" [AIRPLAY]                                                                               | Guilherme Arantes (1976)         |
| 1977 | "Descer a Serra (Sorocabana)" [EP] (3 músicas de outros cantores)                                      | Guilherme Arantes (1976)         |
| 1977 | "Baile de Máscaras" [PROMO]                                                                            | Ronda Noturna                    |
| 1978 | "Amanhã" [AIRPLAY]                                                                                     | Ronda Noturna                    |
| 1978 | "Viva!" [PROMO] "De Igual para Igual"                                                                  | A Cara e a Coragem               |
| 1979 | "14 Anos" [EP] "Viva!" / "Mas Ela não Quer, mas Ela não Pode" / "De Igual para Igual"                  | A Cara e a Coragem               |
| 1979 | "Estatísticas" "Até o Infinito" (por Mauro Kwitko)                                                     | —                                |
| 1979 | "Êxtase" [EP] "Só o Prazer" / "Biônica" / "Estrelas"                                                   | Guilherme Arantes (1979)         |
| 1980 | "A Noite" [EP] "Brasília" / "S.O.S." / "1980"                                                          | Coração Paulista                 |
| 1980 | "Fantoches" [PROMO] "Estranho"                                                                         | Coração Paulista                 |
| 1981 | "Deixa Chover" "A Noite"                                                                               | —                                |
| 1981 | "Planeta Água" (do Festival MPB Shell 1981) "Brasília"                                                 | —                                |
| 1982 | "O Melhor Vai Começar" "Sol do Meio-Dia"                                                               | Guilherme Arantes (1982)         |
| 1983 | "Pedacinhos" "Tão Blue"                                                                                | Ligação                          |
| 1984 | "Fio da Navalha" [COMERCIAL/PROMO] "Revoluindo" [COMERCIAL] ou "Fio da Navalha (Versão Longa)" [PROMO] | —                                |
| 1984 | "Xixi nas Estrelas" "De Repente"                                                                       | Pirlimpimpim 2 [TSO]             |
| 1985 | "Olhos Vermelhos"                                                                                      | Despertar                        |
| 1985 | "Cheia de Charme"                                                                                      | Despertar                        |
| 1985 | "Cheia de Charme (Re-Mix)"                                                                             | Apenas single promocional        |
| 1985 | "Fã Nº 1"                                                                                              | Despertar                        |
| 1986 | "Coisas do Brasil"                                                                                     | Calor                            |
| 1986 | "Loucas Horas"                                                                                         | Calor                            |
| 1986 | "Seu Balanço"                                                                                          | Calor                            |
| 1987 | "Ouro"                                                                                                 | Guilherme Arantes (1987)         |
| 1987 | "Um Dia, um Adeus"                                                                                     | Guilherme Arantes (1987)         |
| 1988 | "Viver Outra Vez" (Campanha no Combate a AIDS)                                                         | Viver Outra Vez                  |
| 1989 | "Muito Diferente"                                                                                      | Romances Modernos                |
| 1989 | "A Gente Se Sabe de Cor"                                                                               | Romances Modernos                |
| 1990 | "Guarde o Coração"                                                                                     | Pão                              |
| 1991 | "Sob o Efeito de um Olhar"                                                                             | Crescente                        |
| 1992 | "Taça de Veneno"                                                                                       | Crescente                        |
| 1993 | "O Lado Prático do Amor"                                                                               | Castelos                         |
| 1993 | "Alguém"                                                                                               | Castelos                         |
| 1993 | "Lágrima de uma Mulher"                                                                                | Castelos                         |
| 1994 | "Eu Queria Amor (My Chérie Amour)"                                                                     | Clássicos                        |
| 1995 | "Trilhas (Traces)"                                                                                     | Clássicos                        |
| 1996 | "Hora de Partir o Coração"                                                                             | Outras Cores                     |
| 1996 | "Uma Espécie de Irmão"                                                                                 | Outras Cores                     |
| 1996 | "Marca de uma Estrela" (Remix)                                                                         | Outras Cores                     |
| 1997 | "Meu Mundo e Nada Mais" (acústico)                                                                     | Maioridade                       |
| 1999 | "A Coisa Mais Linda Que Existe" [PROMO] "Linha do Horizonte"                                           | Guilherme Arantes (1999)         |
| 2001 | "Prontos para Amar" (ao vivo) [PROMO] "Prontos para Amar" (Radio Edit)                                 | Guilherme Arantes Ao Vivo (2001) |
| 2003 | "O Aprendiz de Carpinteiro" [PROMO] "Casulo" / Entrevista                                              | Aprendiz                         |
| 2009 | "Vem Ver o Sol Nascer" [DIGITAL]                                                                       | —                                |
| 2014 | "Onde Estava Você" (acústico) [DIGITAL]                                                                | Condição Humana                  |
| 2015 | "Sonho Latino" [DIGITAL]                                                                               | —                                |
| 2016 | "Meu Mundo e Nada Mais" (nova versão) [DIGITAL]                                                        | DVD Uma Viajante Alma Paulistana |
| 2016 | "Cuide-Se Bem" (nova versão) [DIGITAL]                                                                 | DVD Uma Viajante Alma Paulistana |
| 2017 | "Semente da Maré" [DIGITAL]                                                                            | Flores & Cores                   |
| 2018 | "Nossa Imensidão a Dois" [DIGITAL]                                                                     | —                                |

## Canções em Trilhas Sonoras
| Canção | Tipo              | Nome do programa                                              | Emissora  | Ano  |
| --- | ----------------- | ------------------------------------------------------------- | --------- | ---- |
| "Meu Mundo e Nada Mais"                                                                                   | Telenovela        | Anjo Mau                                                      | TV Globo  | 1976 |
| "Cuide-Se Bem"                                                                                            | Telenovela        | Duas Vidas                                                    | TV Globo  | 1977 |
| "Baile de Máscaras"                                                                                       | Telenovela        | Espelho Mágico (parte da telenovela interna Coquetel de Amor) | TV Globo  | 1977 |
| "Amanhã"                                                                                                  | Telenovela        | Dancin' Days                                                  | TV Globo  | 1978 |
| "14 Anos"                                                                                                 | Telenovela        | Pai Herói                                                     | TV Globo  | 1979 |
| "Deixa Chover"                                                                                            | Telenovela        | Baila Comigo                                                  | TV Globo  | 1981 |
| "O Amor Nascer (Prelúdio)"                                                                                | Telenovela        | O Homem Proibido                                              | TV Globo  | 1982 |
| "Lindo Balão Azul" (Interpretada por Moraes Moreira, Baby Consuelo, Ricardo Graça Mello e Bebel Gilberto) | Especial infantil | Pirlimpimpim                                                  | TV Globo  | 1982 |
| "O Melhor Vai Começar"                                                                                    | Telenovela        | Sol de Verão                                                  | TV Globo  | 1982 |
| "Brincar de Viver" (Interpretada por Maria Bethânia)                                                      | Especial infantil | Plunct, Plact, Zuuum                                          | TV Globo  | 1983 |
| "Grafitti"                                                                                                | Telenovela        | Louco Amor                                                    | TV Globo  | 1983 |
| "Eu Quero Sim"                                                                                            | Filme             | Garota Dourada                                                | —         | 1984 |
| "Era uma Vez um Verão"                                                                                    | Filme             | Garota Dourada                                                | —         | 1984 |
| "Vôo de Águia" (Instrumental)                                                                             | Filme             | Garota Dourada                                                | —         | 1984 |
| "Fio da Navalha"                                                                                          | Telenovela        | Partido Alto                                                  | TV Globo  | 1984 |
| "Xixi nas Estrelas"                                                                                       | Especial Infantil | Pirlimpimpim 2                                                | TV Globo  | 1984 |
| "De Repente (Fazer Neném)"                                                                                | Telenovela        | Vereda Tropical                                               | TV Globo  | 1984 |
| "Ouro" | Telenovela        | Sassaricando                                                  | TV Globo  | 1987 |
| "Um Dia, Um Adeus"                                                                                        | Telenovela        | Mandala                                                       | TV Globo  | 1988 |
| "Raça de Heróis"                                                                                          | Telenovela        | Que Rei Sou Eu?                                               | TV Globo  | 1989 |
| "Por Você, com Você"                                                                                      | Telenovela        | Tieta                                                         | TV Globo  | 1989 |
| "Bom Presságio"                                                                                           | Telenovela        | Lua Cheia de Amor                                             | TV Globo  | 1990 |
| "Sob o Efeito de um Olhar"                                                                                | Telenovela        | Vamp                                                          | TV Globo  | 1991 |
| "Taça de Veneno"                                                                                          | Telenovela        | Deus Nos Acuda                                                | TV Globo  | 1992 |
| "O Lado Prático do Amor"                                                                                  | Telenovela        | Renascer                                                      | TV Globo  | 1993 |
| "Um Pouco Mais"                                                                                           | Telenovela        | Sonho Meu                                                     | TV Globo  | 1993 |
| "Trilhas (Traces)"                                                                                        | Telenovela        | A Próxima Vitima                                              | TV Globo  | 1995 |
| "Uma Espécie de Irmão"                                                                                    | Telenovela        | Salsa e Merengue                                              | TV Globo  | 1996 |
| "Meu Mundo e Nada Mais"                                                                                   | Telenovela        | Anjo Mau                                                      | TV Globo  | 1997 |
| "Prontos para Amar"                                                                                       | Telenovela        | Porto dos Milagres                                            | TV Globo  | 2001 |
| "Casulo"                                                                                                  | Telenovela        | Agora É Que São Elas                                          | TV Globo  | 2003 |
| "Um Dia, Um Adeus" (Interpretada por Vanessa da Mata)                                                     | Telenovela        | Cama de Gato                                                  | TV Globo  | 2009 |
| "Aprendendo a Jogar" (Interpretada por Elis Regina)                                                       | Telenovela        | Vidas em Jogo                                                 | TV Record | 2011 |
| "Aprendendo a Jogar" (Interpretada por Elis Regina)                                                       | Telenovela        | Joia Rara                                                     | TV Globo  | 2013 |
| "Amanhã"                                                                                                  | Série             | Bom Dia, Verônica                                             | Netflix   | 2022 |

## Vídeos
- 2001 - DVD Guilherme Arantes Ao Vivo - (Sony Music, EPIC)
- 2007 - DVD Intimidade - (Som Livre)
- 2018 - DVD Uma Viajante Alma Paulistana - (Coaxo do Sapo)